# Gamlarpagölen
Gamlarpagölen är en sjö i Nässjö kommun i Småland och ingår i Motala ströms huvudavrinningsområde. Sjön har en area på 0,168 kvadratkilometer och ligger 286 meter över havet. Sjön avvattnas av vattendraget Lanån.

## Delavrinningsområde
Gamlarpagölen ingår i det delavrinningsområde (639737-143366) som SMHI kallar för Inloppet i Hästsjön. Avrinningsområdets medelhöjd är 293 meter över havet och ytan är 8,9 kvadratkilometer. Det finns inga delavrinningsområden uppströms utan avrinningsområdet är högsta punkten. Lanån som avvattnar avrinningsområdet har biflödesordning 2, vilket innebär att vattnet flödar genom totalt 2 vattendrag innan det når havet efter 275 kilometer. Delavrinningsområdet består mestadels av skog (60 procent), öppen mark (13 procent) och jordbruk (14 procent). Avrinningsområdet har 0,17 kvadratkilometer vattenytor vilket ger det en sjöprocent på 1,9 procent. Bebyggelsen i området täcker en yta av 0,06 kvadratkilometer eller 1 procent av avrinningsområdet.